# 吉原矩
吉原 矩（よしはら かね、1893年（明治26年）10月27日 - 1984年（昭和59年）8月8日）は、日本の陸軍軍人。最終階級は陸軍中将。

## 経歴
茨城県出身。吉原文平の二男として生まれる。栃木県立真岡中学校（現栃木県立真岡高等学校）、仙台陸軍地方幼年学校、中央幼年学校を経て、1915年（大正4年）5月、陸軍士官学校（27期）を卒業。同年12月、工兵少尉に任官し鉄道連隊付となる。1918年（大正7年）11月、陸軍砲工学校高等科（24期）を卒業。1923年（大正12年）11月、陸軍大学校（35期）を卒業し鉄道第1連隊中隊長に就任。
1925年（大正14年）1月、陸軍省軍務局付勤務となり、軍務局課員、工兵監部員、陸大教官、陸軍省整備局課員、軍務局課員（兵務課）などを務め、1934年（昭和9年）8月、工兵中佐に昇進。1935年（昭和10年）3月、第4師団参謀に就任し、工兵監部員を経て、1937年（昭和12年）9月、第13師団参謀に転じ日中戦争に出征。同年11月、工兵大佐に進んだ。1938年（昭和13年）3月、第13師団参謀長、同年12月、北支那方面軍参謀となり、1939年（昭和14年）9月、工兵監部員に転じ帰国した。
1940年（昭和15年）12月、陸軍少将に昇進し工兵監部付となる。1941年（昭和16年）11月、第1工兵隊司令官に発令され満州に赴任。第2方面軍参謀長を経て、1942年（昭和17年）11月、第18軍参謀長に発令されニューギニアの戦いに参戦。1944年（昭和19年）3月、陸軍中将に進んだ。自活体制を構築して終戦を迎えた。1946年（昭和21年）2月に復員した。
1947年（昭和22年）11月28日、公職追放仮指定を受けた。1948年（昭和23年）1月、BC級戦犯容疑で逮捕され、1950年（昭和25年）3月に釈放された。

## 著作
- 『日本陸軍工兵史』九段社、1958年。
- 『工兵の歩み』工兵会、1981年。
- 『南十字星 : 東部ニューギニア戦の追憶』南十字星刊行会、1982年。

共著
- 『日本工兵物語』原書房、1980年。

編
- 『燦たり鉄道兵の記録：極光より南十字星』全鉄会本部、1965年。

共編
- 森肇『鉄道兵須知』丸兵書店、1922年。

## 伝記
- 『吉原矩将軍追憶記』1984年[1]。

## 親族
- 義父 鶴見数馬（妻の父、陸軍少将）[1]